# Фусома

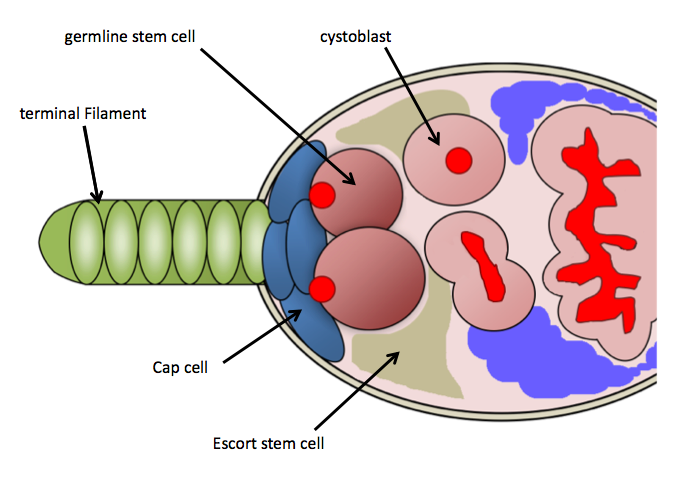
Оваріола мухи Drosophila: червоні круглі структури в стовбурових клітинах зародкової лінії — це спектросоми; червоні розгалужені структури в 2- і 8-клітинних цистах — це фусоми.

Сім'яники D. melanogaster дикого типу, на яких видно фусому (спектрин, зелений), ДНК (DAPI, синій) і статеві клітини (vasa, червоний). Фусома з’єднує клітини в цисті і стає розгалуженою, коли циста росте під час клітинних поділів. Зображення С. Брентлі, використане з дозволу автора.

Фусома — мембранна структура, яка трапляється в багатьох рядах комах у цистах зародкових клітин, які розвиваються. Початковий опис фусоми був зроблений в 19 столітті, і з тих пір фусоми інтенсивно вивчалися на прикладі розвитку зародкової лінії у самців та самок Drosophila melanogaster. Ця структура відіграє роль у підтримці цист зародкової лінії, координації кількості мітотичних поділів перед мейозом та утворенні ооцитів, слугуючи структурою для підтримання міжклітинного зв’язку.

## Структура
У D. melanogaster цисти зародкової лінії утворюються під час чотирьох мітотичних поділів із незавершеним цитокінезом, які відбуваються з однієї стовбурової клітини зародкової лінії. Незавершений цитокінез призводить до утворення міжклітинних містків, що з’єднують кожну клітину в цисті, які називаються кільцевими каналами. Чотири мітотичні поділи призводять до утворення цист з 16 клітин, з’єднаних 15 кільцевими каналами. Фусома складається з мембранних везикул і походить від ендоплазматичного ретикулуму. Матеріал фусом знаходиться всередині кільцевих каналів і може мати розмір від 1 до 10 мкм залежно від стадії розвитку.
Желатиноподібна маса, створена шляхом злиття сусідніх фусом (наприклад, шістнадцяти), має назву "поліфусома".
1.1 Розвиток фусоми
Спектросома — це кругла структура в стовбурових клітинах зародкової лінії, яка розвивається в фусому в клітинах цисти. У самок фусома асиметрично ділиться на дочірні клітини, прикріплюючись до одного полюса веретена під час мейозу, в результаті чого одна клітина отримує весь матеріал фусоми. Фусома утворюється de novo в кільцевому каналі, що з’єднує дві клітини. Потім дві частини фусоми зливаються разом, щоб з’єднати клітини. Асиметричний поділ фусом і нове утворення з наступним злиттям відбуваються при кожному мітотичному поділі. Під час сперматогенезу поділ фусом симетричний, і фусоми все ще присутні під час мейотичних поділів.
1.2 Компоненти фусоми
Багато білків і органел зв'язуються з фусомою протягом усього розвитку статевої клітини. Компоненти цитоскелета, такі як альфа- та бета-спектрини і анкірин, були першими білками, ідентифікованими у складі фусоми. Центросоми рухаються вздовж фусоми, і фусома бере участь в організації мікротрубочок. Взаємодія між фусомою та мікротрубочками призводить до формування полярності цисти під час оогенезу. Зв’язки між фусомою та мікротрубочками змінюються протягом клітинного циклу. Мітохондрії зв'язуються з фусомою і проходять через кільцеві канали до ооцита. Мікротрубочки рухаються через кільцеві канали та утворюють доріжки для транспортування матеріалів між клітинами.

## Функція
Існують численні функції фусоми як структури, необхідної для міжклітинної комунікації при розвитку цист зародкових клітин. Фусома з’єднує клітини, забезпечуючи транспорт білків і РНК між клітинами та синхронну активність. Мутації в основних компонентах фусоми можуть призвести до безпліддя.
2.1 Роль у синхронізації клітинного циклу
Клітини, що розвиваються в цистах зародкової лінії, зазнають мітотичних поділів синхронно, а у самців усі клітини цисти також зазнають синхронного мейозу. Фусома — це, так би мовити, шлях, на якому може статися певна подія, а потім механізми зворотного зв’язку швидко передають дані кожній клітині, щоб гарантувати, що певний результат відбувається одночасно в кожній клітині. Клітини в цисті не можуть ділитися синхронно, якщо фусома руйнується. Утворення розетки з клітин зародкової лінії у складі цисти дозволяє клітинам перебувати в найближчій конфігурації для комунікації.
Протягом усього клітинного циклу різні цикліни асоціюються з фусомою, щоб індукувати синхронні поділи клітин. Циклін A і циклін E локалізуються в фусомі, що присутня в цистах жіночої зародкової лінії, і необхідні для правильної кількості мітотичних поділів. Аномальні рівні цикліну призводять до занадто малої або занадто великої кількості поділів. Циклін Е у фусомі фосфорилюється для деградації комплексом SCF, і якщо не деградує, то відбувається додатковий поділ. Фусома може бути місцем деградації для інших білків клітинного циклу. Кіназа Myt1 інгібує CycA/Cdk1 у самців під час G2. Без регуляції за допомогою Myt1 поведінка фусом і центросом є ненормальною, що призводить до утворення клітин з неправильними веретенами.
2.2 Відмінності чоловічих і жіночих фусом
У самок фусома відіграє певну роль у подальшій долі та диференціації клітин. Асиметричний розподіл фусом і орієнтація центріолей визначає, яка клітина в цисті жіночої зародкової лінії, що розвивається, стане ооцитом. Одна з двох клітин першого поділу всередині цисти стає ооцитом і містить найбільшу кількість матеріалу фусоми. Фусома деградує після утворення 16-клітинної цисти. У самок зв’язки між клітинами є каналами, через які клітини-годувальниці надсилають білки та РНК до ооциту вздовж поляризованих мікротрубочок. У мутантних самок, що є стерильними через пухлини яєчників, поліфусоми не можуть нормально утворюватися, поділи статевих клітин та їх диференціація порушуються.
У самців фусома необхідна для забезпечення контролю якості окремих цист. Пошкодження ДНК в одній клітині призводить до того, що всі клітини в цисті гинуть через комунікацію, яка відбувається за допомогою фусоми, або шляхом поширення сигналу смерті, або шляхом додаткового пошкодження ДНК, що спричинює апоптоз. Це гарантує, що зрілі сперматозоїди мають цілі геноми перед заплідненням яйцеклітини. Крім того, з’єднання за допомогою фусоми гарантують, що гаплоїдні сперматиди мають білки та РНК, утворені іншою хромосомою для «еквівалентності гамет».

## Подібні структури в інших тварин
Раніше вважалося, що фусоми є специфічними для гаметогенезу комах. Фусомоподібні структури були ідентифіковані в оогенезі Xenopus laevis за допомогою електронної мікроскопії та імунного фарбування компонентів фусом, такими речовинами як спектрин. Міжклітинні містки також з’єднують статеві клітини, що розвиваються, у ссавців, сприяючи синхронності клітинного циклу та контролю якості гамет шляхом обміну речовин між клітинами. Потрібні майбутні дослідження, щоб з’ясувати всі функції, які виникають завдяки комунікації між клітинами через міжклітинні містки. Крім того, майбутній напрямок досліджень — визначити, чому в деяких організмів відсутні фусоми. Чи мають ці організми іншу структуру, яка виконує роль фусоми, чи ці ролі не є необхідними для розвитку цист зародкової лінії цих інших організмів?

## Додаткова інформація
- Huynh JR. (2006) Fusome as a Cell-Cell Communication Channel of Drosophila Ovarian Cyst. In: Cell-Cell Channels. Springer, New York, NY https://www.ncbi.nlm.nih.gov/books/NBK6300/
- http://www.oxfordreference.com/view/10.1093/acref/9780195307610.001.0001/acref-9780195307610-e-2383?rskey=LqAWUj&result=2381
- Lighthouse, D. V., M. Buszczak, and A. C. Spradling. (2008). New components of the Drosophila fusome suggest it plays novel roles in signaling and transport. Dev Biol 317: 59-71. doi:10.1016/j.ydbio.2008.02.009
- de Cuevas, M., M. A. Lilly, and A. C. Spradling. (1997). Germline cyst formation in Drosophila. Annu. Rev. Genet. 31: 405-428. DOI: 10.1146/annurev.genet.31.1.405
- Yamashita, Y. M., H. Yuan, J. Cheng, and A. J. Hunt. (2010). Polarity in stem cell division: asymmetric stem cell division in tissue homeostasis.  Cold Spring Harb Perspect Biol 2:a001313 doi: 10.1101/cshperspect.a001313
- Rieger R. Michaelis A., Green M. M. (1976). Glossary of genetics and cytogenetics: Classical and molecular. Heidelberg - New York: Springer-Verlag. ISBN 3-540-07668-9.
- King R. C., Stransfield W. D. (1998): Dictionary of genetics. Oxford University Press, New York, Oxford, ISBN 0-19-50944-1-7; ISBN 0-19-509442-5.